# فیلیس سامرویل
 فیلیس سامرویل (انگلیسی: Phyllis Somerville؛ زادهٔ ۱۲ دسامبر ۱۹۴۳ – درگذشته ۱۶ ژوئیه ۲۰۲۰) یک هنرپیشه اهل ایالات متحده آمریکا بود.
از فیلم‌ها یا برنامه‌های تلویزیونی که وی در آن نقش داشته است می‌توان به بچه‌های کوچک، احیای مردگان، جهش ایمان، هلهله‌چی‌ها و فرزندان توانا اشاره کرد.